# 447

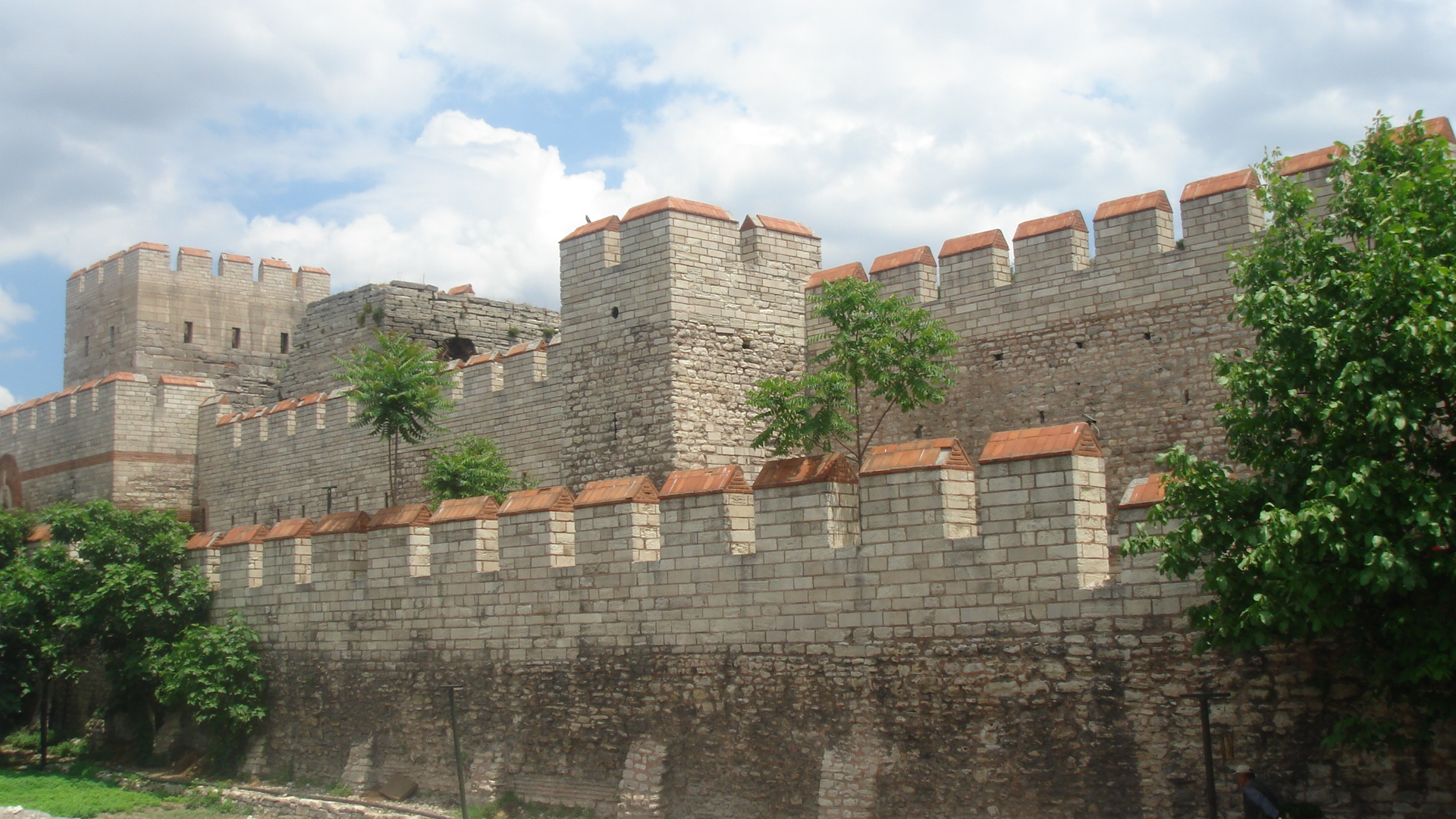
De Muren van Constantinopel (Istanboel).

Het jaar 447 is het 47e jaar in de 5e eeuw volgens de christelijke jaartelling.

## Gebeurtenissen

### Klein-Azië
- 27 januari - De Muren van Constantinopel (Istanboel) worden door een aardbeving getroffen. Keizer Theodosius II geeft opdracht om reparaties uit te voeren en binnen 60 dagen hebben ruim 16.000 arbeiders de stadsmuren hersteld. Na de catastrofe breekt er een pestepidemie uit, die duizenden slachtoffers eist.[1]

### Brittannië
- Vortigern, koning van de Britten, schenkt de Angelsaksen voor hun bewezen diensten tegen de indringers (Picten en Ieren) het graafschap Kent (Engeland). Op het eiland Isle of Thanet stichten zij het Koninkrijk Kent. (waarschijnlijke datum)

### Europa
- Merovech (447 - 458) roept zich uit tot koning van de Salische Franken en sticht de Merovingische Dynastie. Hij vestigt zich aan de Merwede en sluit een vredesverdrag met het West-Romeinse Rijk.[2]

### Balkan
- De Hunnen onder leiding van Attila verbreken hun verdrag met Rome. Ze steken de Donau over en vallen de Balkan binnen. Serdica (huidige Sofia) en vele andere steden worden verwoest. Tijdens de rooftocht worden kerken en kloosters geplunderd. Attila bedreigt Constantinopel en Theodosius II wordt gedwongen om 6000 pond (goud) te betalen.
- Attila trekt zich terug naar Thracië, dit mogelijk uit vrees voor het uitbreken van de pest in eigen gelederen. Een Romeins expeditieleger probeert hem de pas af te snijden, maar wordt ondanks zware verliezen vernietigend verslagen bij de rivier de Utus. Attila voert een plunderveldtocht in Scythia Minor en Moesië (Bulgarije).

## Religie
- Synode van Toledo: Het filioque (het onderdeel "zoon" van de drie-eenheid) wordt aan de Geloofsbelijdenis van Nicea toegevoegd.
- De Zevenslapers van Efeze (martelaars uit een christelijke legende) worden na bijna 200 jaar in een grot teruggevonden.